# Betty Amann
Pour les articles homonymes, voir Amann.
Betty Amann, de son vrai nom Philippine Amann, née le 10 mars 1907 à Pirmasens et morte le 3 août 1990 à Danbury (Connecticut), est une actrice germano-américaine.

## Biographie
Née en Allemagne en 1907, sa famille émigre aux États-Unis l'année suivante. Elle commence sa carrière au cinéma en 1926 dans Amour et rugby. En 1928, elle vient en Allemagne et est soutenue par le producteur Erich Pommer qui la fait tourner dans Asphalte. Elle poursuit sa carrière en Allemagne à l'arrivée du cinéma parlant.
En 1931, elle part travailler en Angleterre. Alfred Hitchcock l'engage dans À l'est de Shanghai. Elle fait une de ses dernières apparitions dans le cinéma allemand en 1933 dans Schleppzug M 17 en 1933. Lorsque les nazis prennent le pouvoir, elle ne peut plus jouer dans ce pays à cause de ses origines juives. En 1937, elle émigre aux États-Unis. Mais elle ne connaît plus le succès. Elle tient son dernier rôle en 1943 dans L'Île des péchés oubliés.

## Filmographie
- 1926 : Amour et rugby
- 1928 : The Trail of the Horse Thieves
- 1929 : Asphalte
- 1929 : Der Sträfling aus Stambul
- 1930 : Der weiße Teufel
- 1930 : Bas-fonds
- 1930 : O alte Burschenherrlichkeit
- 1931 : Das Lied der Nationen
- 1931 : The Perfect Lady (en)
- 1931 : À l'est de Shanghai
- 1931 : Strictly Business
- 1932 : Pyjamas Preferred
- 1933 : Daughters of Today
- 1933 : Der große Bluff
- 1933 : Die kleine Schwindlerin
- 1933 : Schleppzug M 17
- 1933 : Strictly in Confidence
- 1938 : In Old Mexico (en)
- 1939 : Nancy Drew... Reporter
- 1943 : L'Île des péchés oubliés

## Source de la traduction
- (de) Cet article est partiellement ou en totalité issu de l’article de Wikipédia en allemand intitulé « Betty Amann » (voir la liste des auteurs).